# Salar d'Atacama
Pour les articles homonymes, voir Atacama.

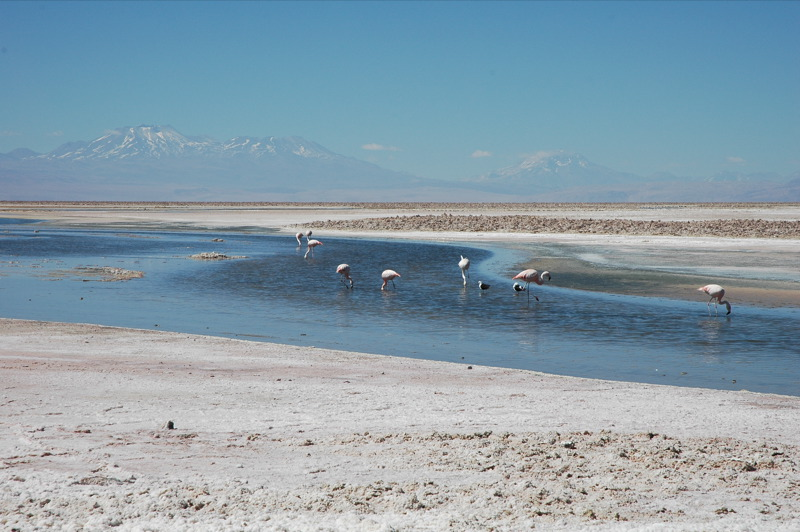
Salar d'Atacama.

Le salar d'Atacama est le salar ou dépôt salin le plus grand du Chili. Il est situé dans la région d'Antofagasta, au sud de la ville de San Pedro de Atacama, au pied des hauts volcans Licancabur et Láscar. Il s'est formé dans une dépression endoréique qui reçoit le río San Pedro et de nombreux ravins et cañons par où arrive l'eau depuis la cordillère des Andes.
Le salar est un des plus grands gisements de lithium du monde et il est situé au sein du "triangle du lithium" (Argentine - Bolivie - Chili). Celui-ci est exploité dans la partie sud du salar.

## Formation
Le sel du salar provient de la dissolution des sels du sol volcanique de la région environnante, par les eaux apportées par les précipitations sur la chaîne andine toute proche. Dans un premier temps, ces dernières s'infiltrent et s'accumulent dans le sol, se chargeant de sels. Dans un deuxième temps, il se produit un affleurement de ces eaux souterraines dans la dépression du salar. Puis les eaux s'évaporent et les sels apportés s'accumulent, formant une croûte solide de sels minéraux. Celle-ci est cimentée par les poussières amenées par le vent du désert.
Les petites rivières issues de la fonte régulière des neiges andines des sommets environnants s'écoulent vers la cuvette du salar créant ainsi de multiples oasis. Celles-ci furent le lieu privilégié du développement de la culture des Indiens Atacamas.

## Description
Sa superficie est de l'ordre de 300 000 hectares, soit 3 000 km2,. Il se trouve à une altitude de 2 500 mètres approximativement. Ses dimensions maximales sont de 100 km de long pour 80 km de large.
Situé au sein du désert d'Atacama, le plus sec de la planète, l'air y est aussi extrêmement sec ce qui le rend parfaitement transparent, si bien que la vue s'étend jusqu'à l'autre côté du salar (distance de 70 kilomètres).
Sous le salar se trouve un lac salin, caché par la croûte solide de sel.
Les alentours sont peuplés de trois espèces de flamants : le flamant des Andes, le flamant du Chili et le flamant de James.

## Galerie

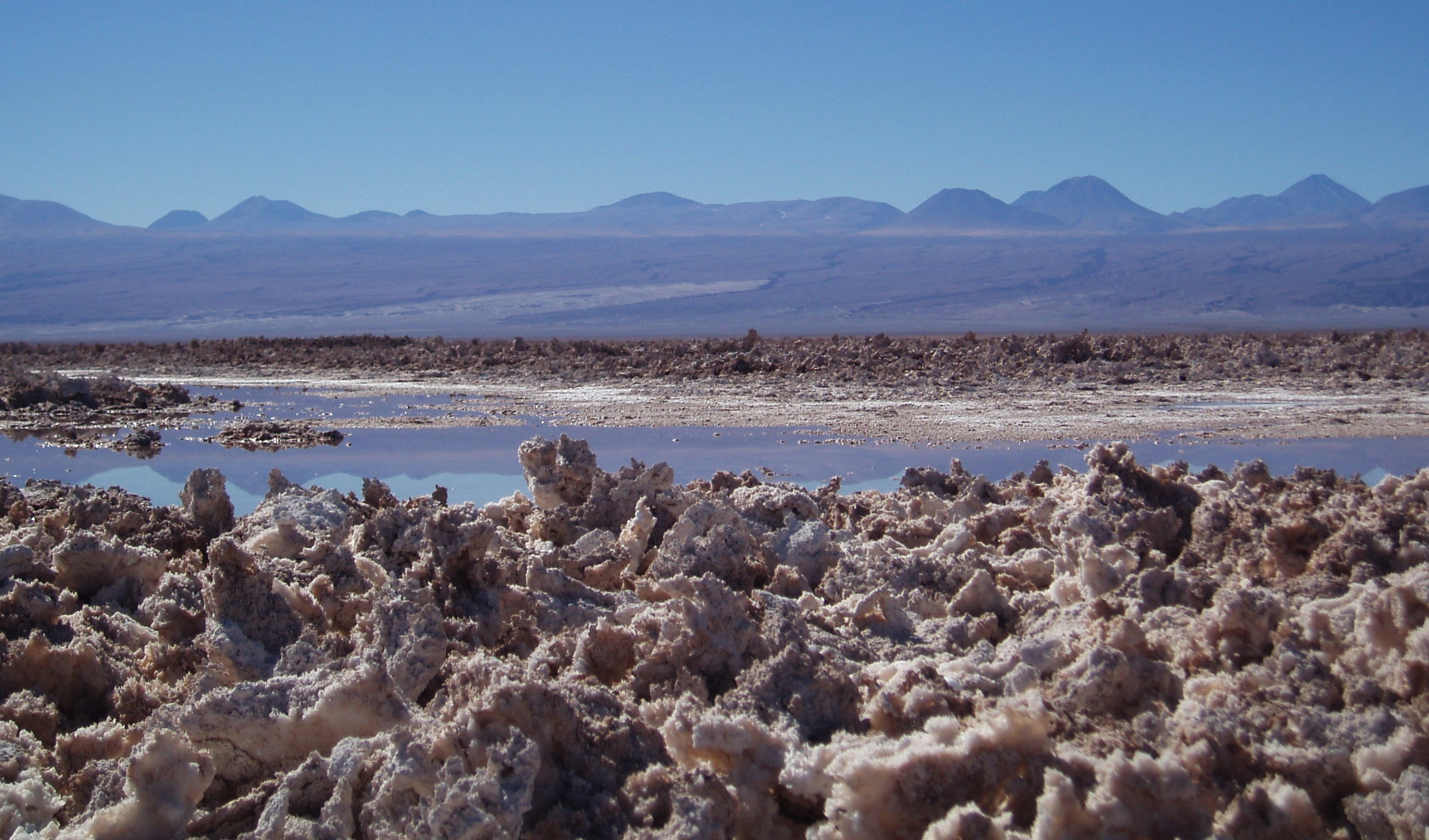
Vue du Salar d'Atacama
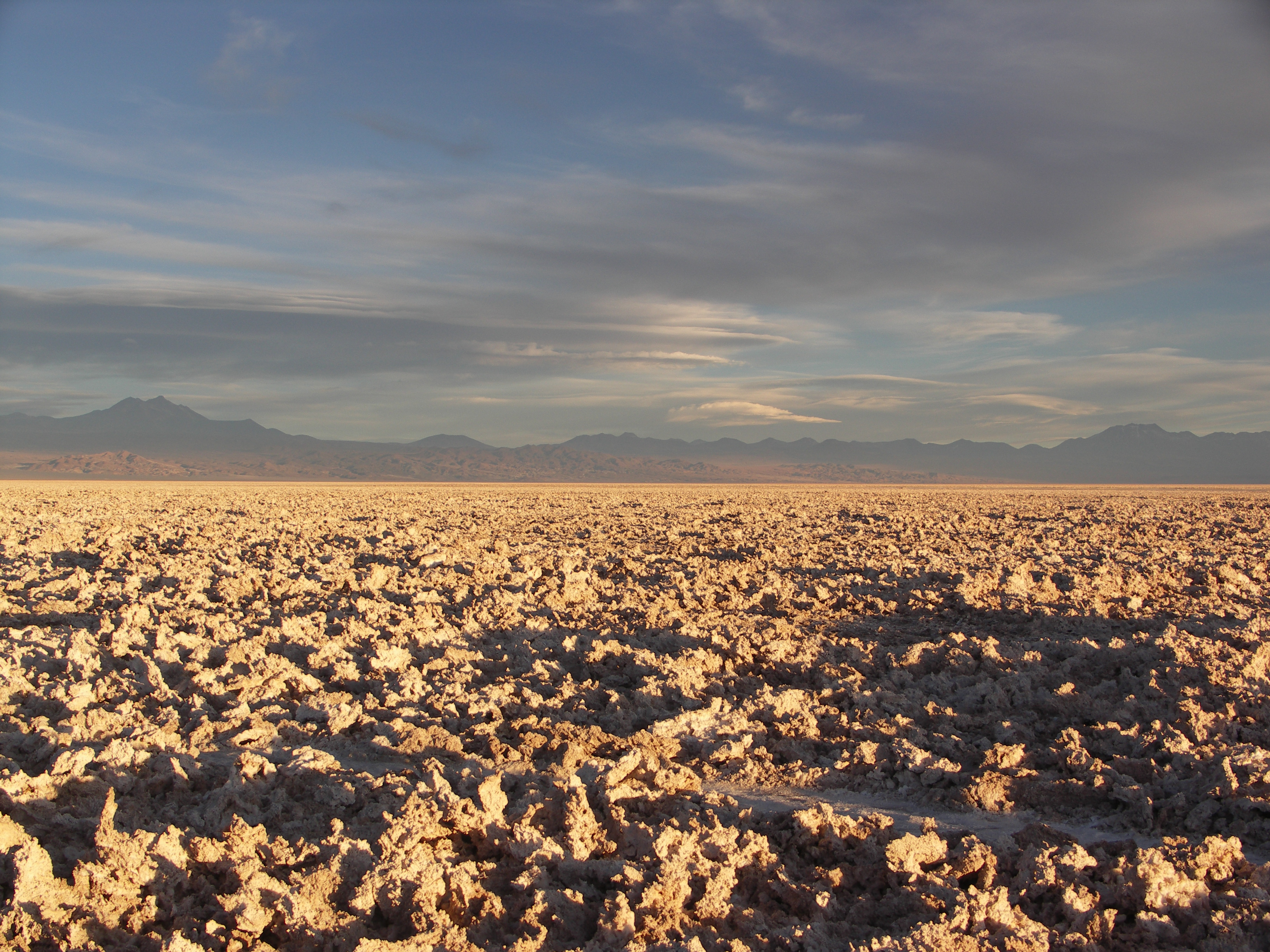
Coucher du soleil sur le Salar d'Atacama
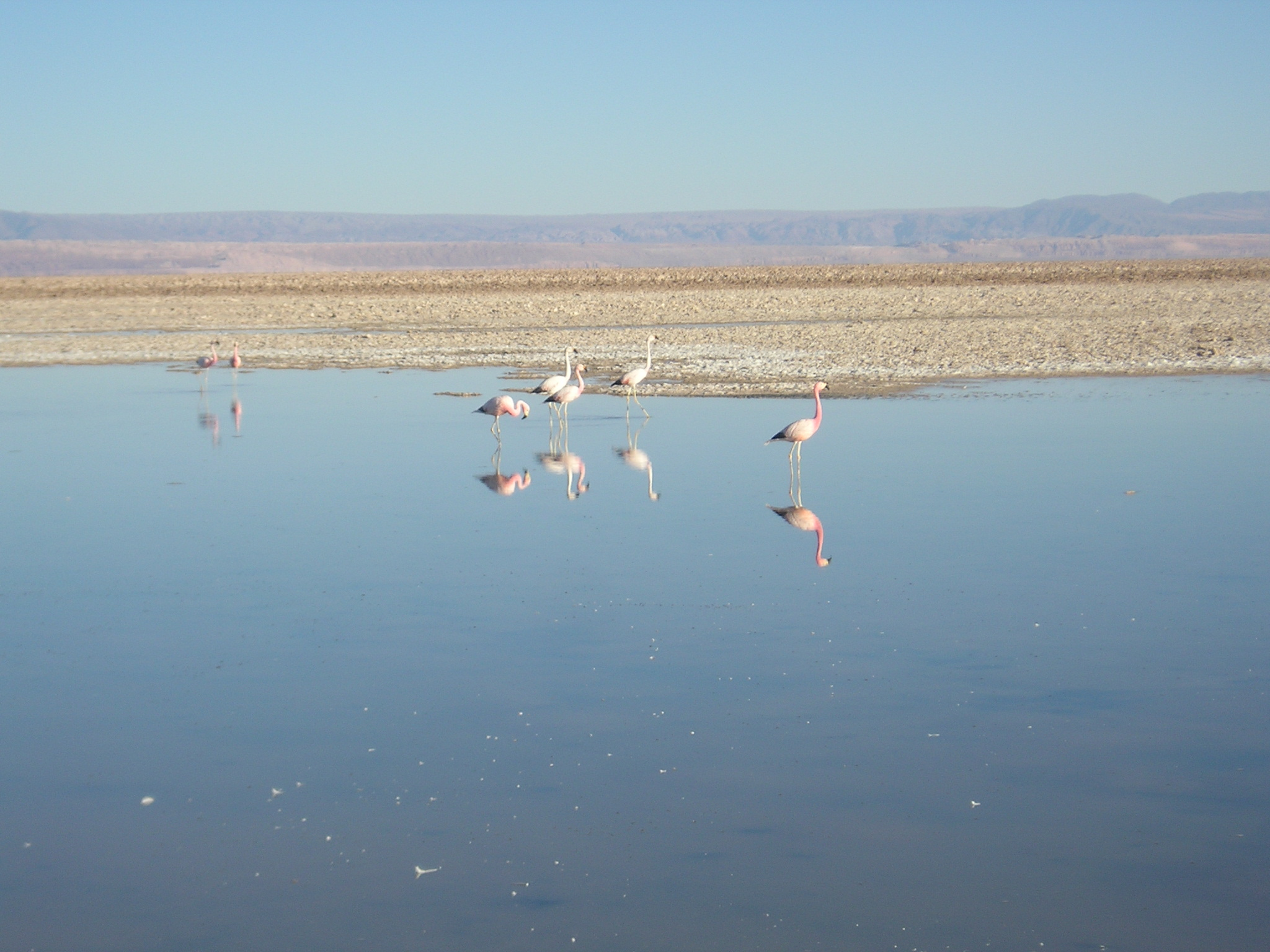
Flamant des Andes au Salar d'Atacama
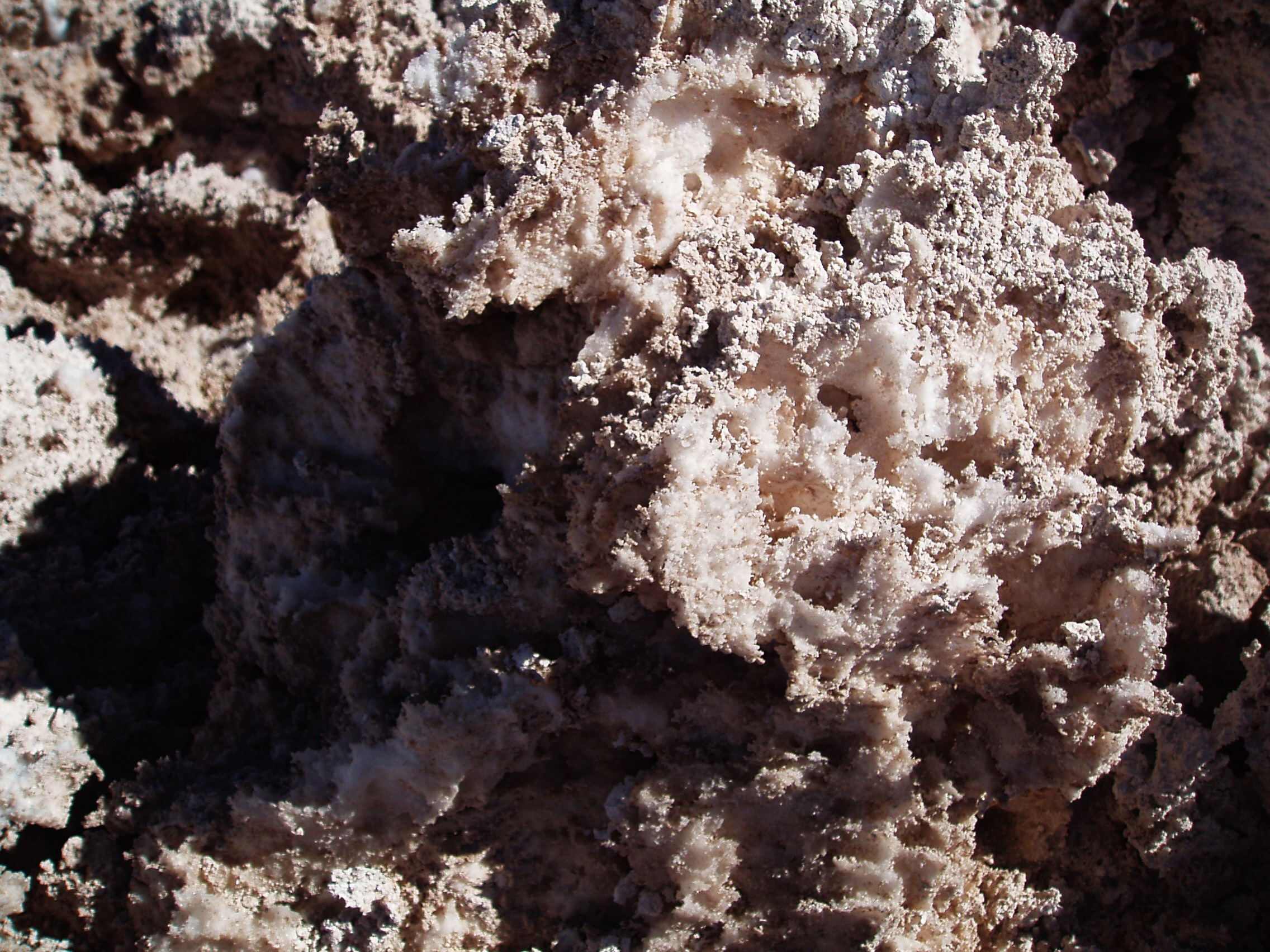
Gros plan sur les morceaux de sel du Salar d'Atacama
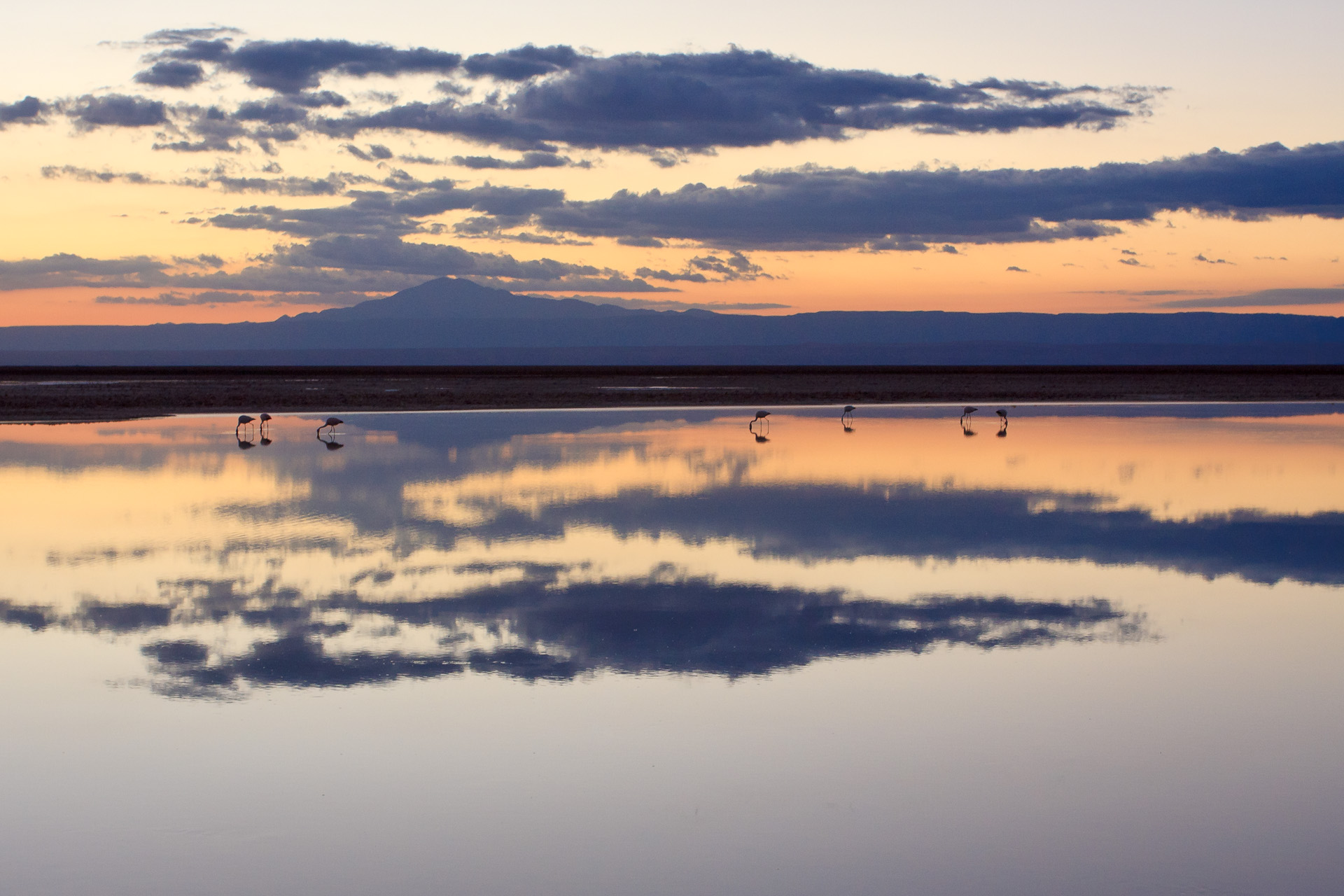
Soleil se couchant sur le Salar de Atacama
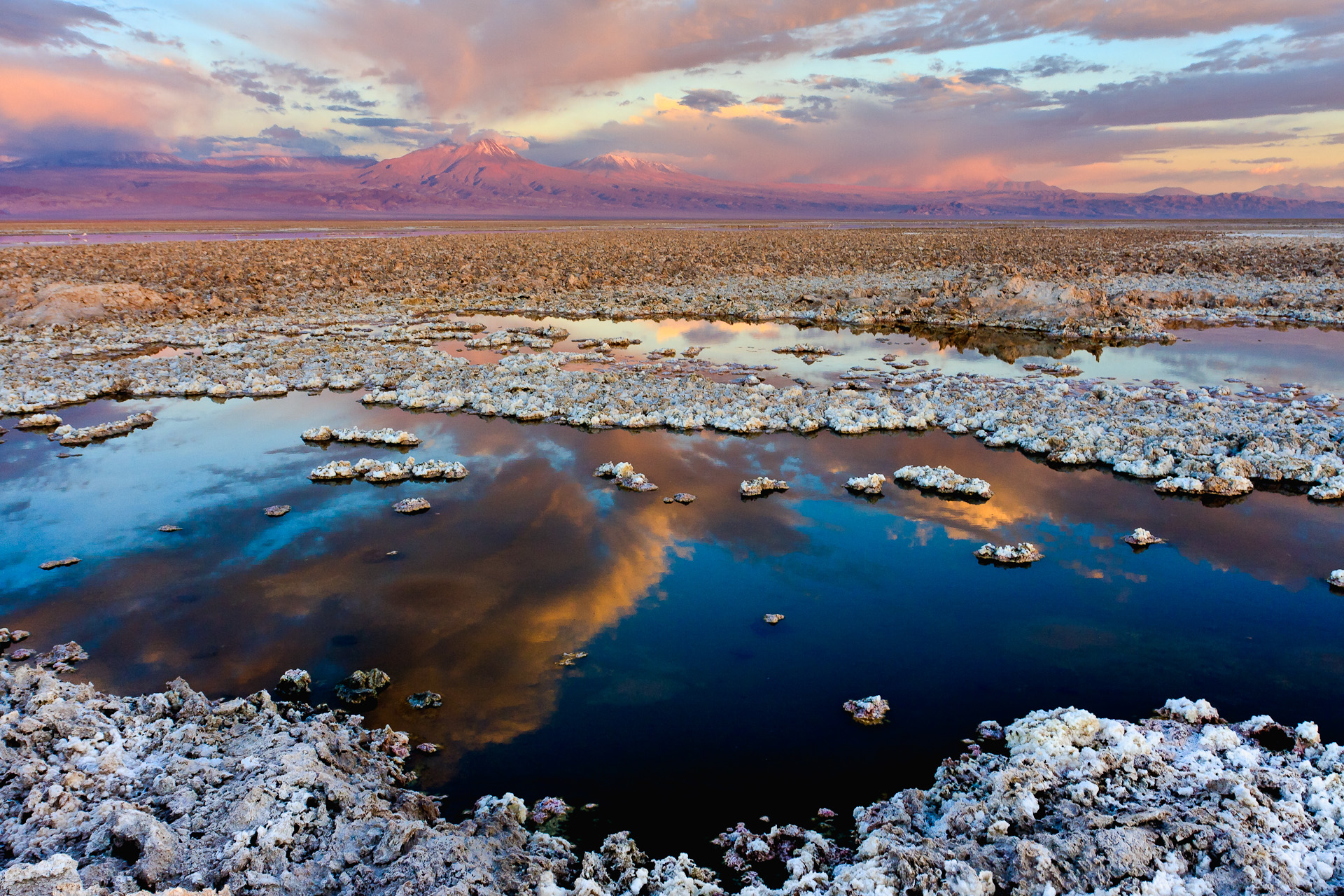
Salar de Atacama, dans le fond le volcan Licancabur
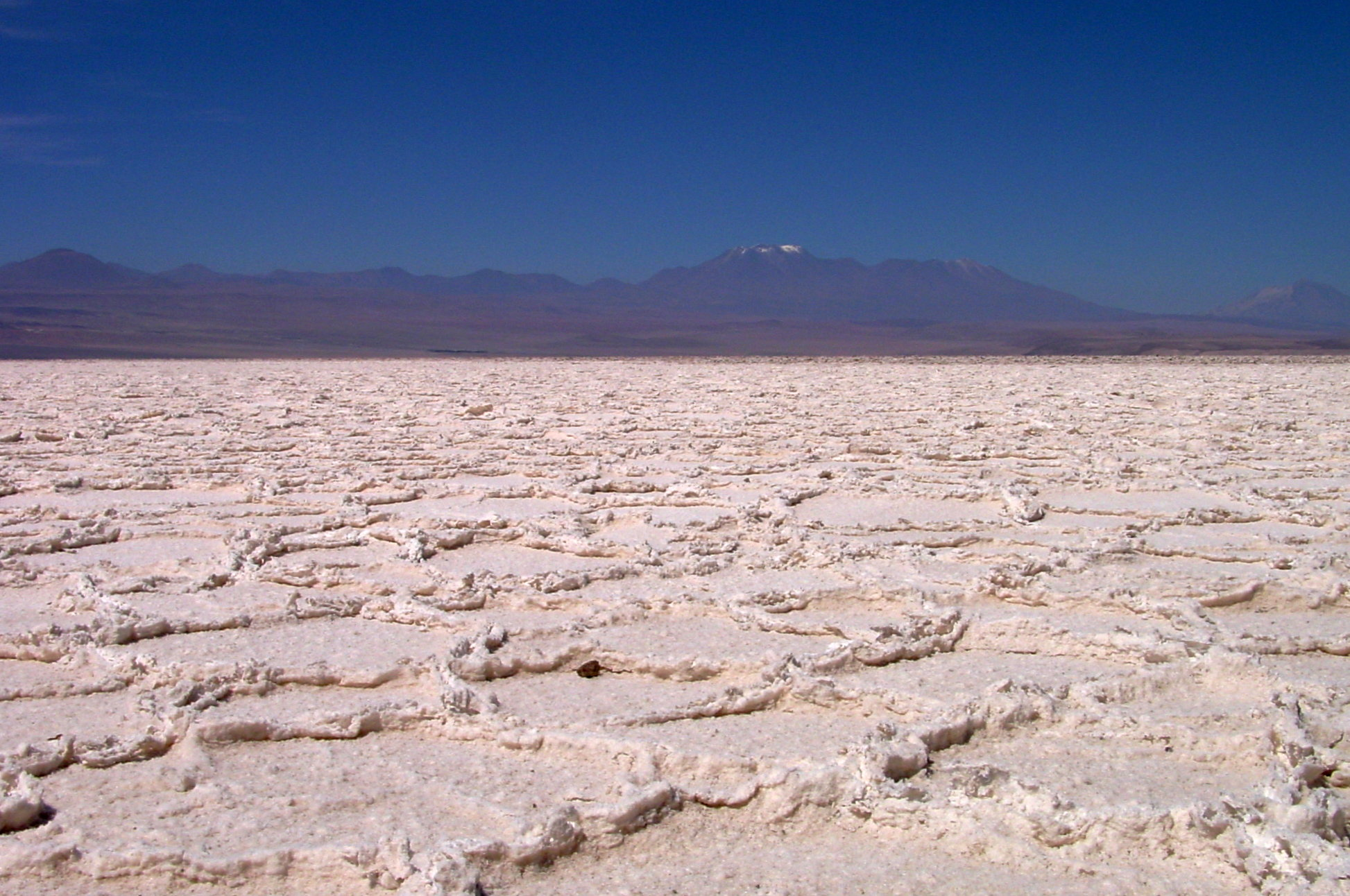
Zone sud du salar.